# HMS Diamond (D34)
HMS «Даймонд» (D34) (англ. Diamond (D34)) — ракетний есмінець, третій в серії з шести есмінців типу 45 Королівського військово-морського флоту Великої Британії, Є п'ятим кораблем британського флоту, що має таку назву.

## Будівництво
Контракт на будівництво серії з шести ракетних есмінців було підписано в грудні 2000 року. Будівництво есмінця здійснювала компанія BAE Systems Naval Ships на корабельні в Гован (Govan) на річці Клайд.
Закладка кіля під будівельним номером 1063 відбулася 25 лютого 2005 року. 27 листопада 2007 року було спущено на воду. До липня 2010 року есмінець завершив 1-й етап заводських ходових випробувань. 22 вересня 2010 року він прибув на військово-морську базу в Портсмут. 6 травня 2011 року було введено в експлуатацію. 12 липня 2011 року, після завершення всіх випробувань, був введений до складу Королівського флоту..

## Бойова служба

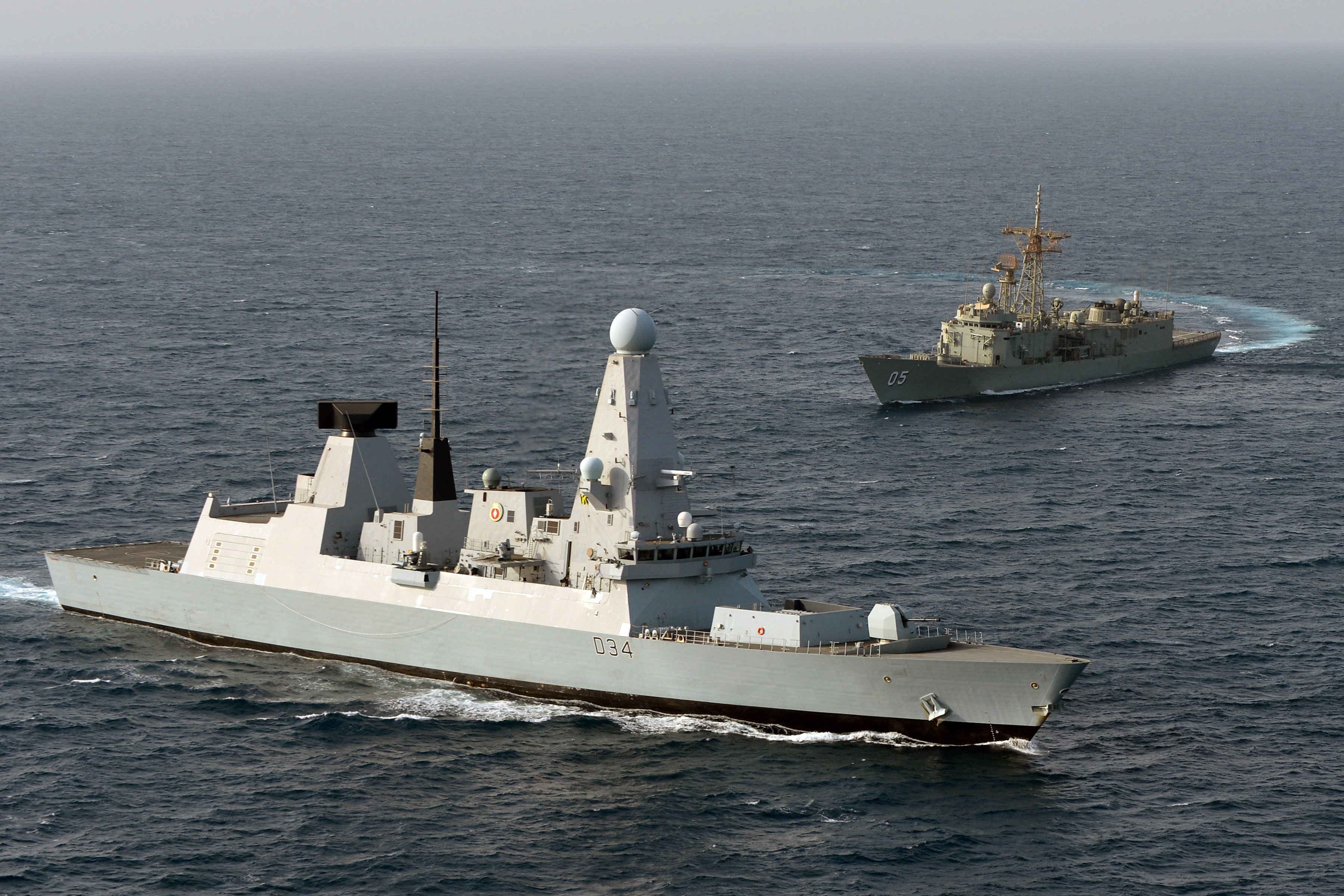
HMS Diamond на маневрах з австралійським фрегатом HMAS Melbourne. 2012 год.

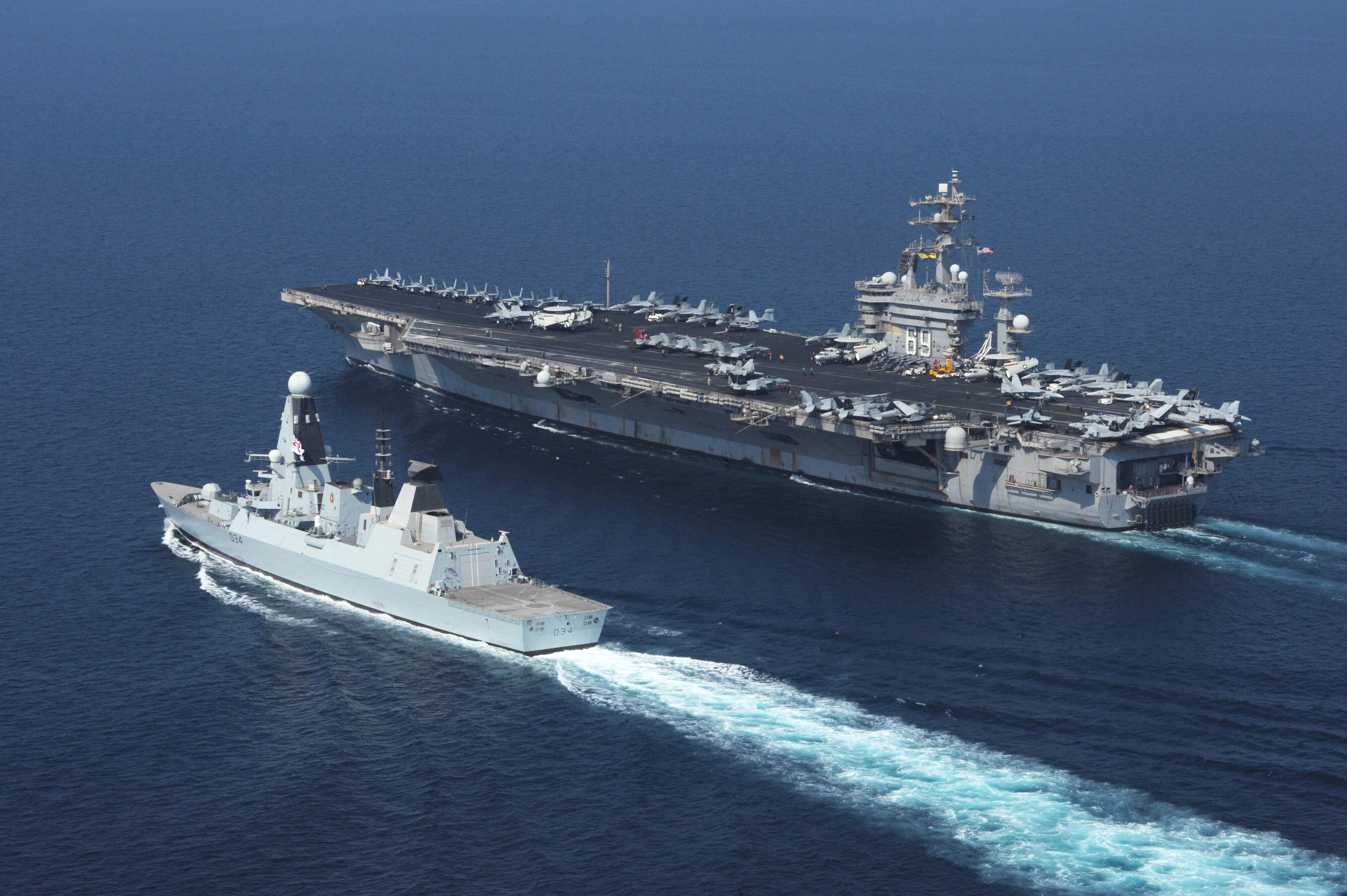
HMS Diamond і авіаносець США USS Dwight D. Eisenhower. Оманська затока, 2012 год.

### 2010-ті
Розпочав військову службу влітку 2012 року. Брав участь у святкуванні діамантового ювілею Її Величності Королеви Єлизавети II.У 2012 році перебував в районі операцій на Близькому Сході.
6 січня 2014 року залишив Портсмут і вирушив у шестимісячний похід. Есмінець взяв участь в супроводі данських і норвезьких торгових суден, на борту яких здійснювалося транспортування хімічних речовин з Сирії. 2 липня есмінець завершив свою роботу, а 11 липня повернувся в Портсмут.
23 березня 2015 року екіпаж есмінця повернувся на борт, провівши місяць на березі, поки корабель перебував на ремонті. 8 жовтня вийшов на морські ходові випробування після завершення ремонту.
За повідомленням від 4 вересня 2017 року покинув військово-морську базу Портсмут для дев'ятимісячного розгортання в Перській затоці, де змінить фрегат HMS «Monmouth» (F235). 20 вересня покинув Бар, Чорногорія, де взяв обов'язки флагмана групи НАТО від есмінця HMS «Duncan» (D37), який з червня поточного року був флагманом групи SNMG. Після урагану «Ірма» в Карибському басейні есмінець взяв на себе роль флагмана групи НАТО замість десантного корабля HMS «Ocean» (L12), який був направлений для надання допомоги постраждалим від урагану регіонах на Британських Віргінських островах. 1 грудня повернувся в порт приписки Портсмут після тримісячного перебування в Середземному морі..
30 травня 2018 року залишив Портсмут. 1 травня в протоці Ла-Манш супроводжував російське ОІВ «Янтар», що слідував транзитом в північному напрямку. 7 серпня супроводжував великий протичовновий корабель «Сєвєроморськ» і ракетний крейсер «Маршал Устінов», коли вони проходили через Дуврська протока і уздовж південного узбережжя Англії.За повідомленням від 14 серпня прибув з візитом в Абердін, Шотландія. 29 вересня покинув порт приписки Портсмут і попрямував в Середземне море, де буде розгорнуто до кінця осені.

### 2020-ті
Влітку 2021 року входив до складу британської авіаносної групи 21 разом з іншим есмінцем Типу 45 — другим був HMS Defender (D36).
Наприкінці червня 2021 року відвідав Александрію (Єгипет), звідти рушив у Ларнаку (Кіпр). 5-го липня корабель вийшов у море, але до решти групи не приєднався через вихід з ладу однієї з рушійних установок. Попри те, корабель самостійно дістався бази НАТО у Августі, на Сицилії.